# OLT Express
OLT Express Germany (zuvor OLT – Ostfriesische Lufttransport) war eine deutsche Regionalfluggesellschaft mit Sitz in Bremen, die am 27. Januar 2013 den Betrieb einstellte und zwei Tage später Insolvenz anmeldete.

## Geschichte

### Ostfriesische Lufttaxi – Dekker und Janssen OHG
Am 1. November 1958 gründeten Jan Jakobs Janssen und Martin Dekker in Emden die Ostfriesische Lufttaxi – Dekker und Janssen OHG. Am 13. April 1970 starb der Firmengründer Janssen, als er mit einer Cessna 402 in den Großen Feldberg (Taunus) flog. Am 11. Dezember 1970 wurde die Fluggesellschaft durch die AGIV mehrheitlich übernommen und in Ostfriesische Lufttaxi GmbH umfirmiert. Am 29. Dezember 1972 kam es zu einer erneuten Umbenennung in Ostfriesische Lufttransport GmbH. Zusätzlich zu den Flügen auf die Inseln wurde auch ein Regionalluftverkehrsnetz aufgebaut. Im Sommer 1973 wurden damit Linienflüge nach Düsseldorf, Frankfurt am Main, Hannover, Kassel, Saarbrücken und Stuttgart angeboten.
Am 13. September 1974 wurde die Gesellschaft in DLT Luftverkehrsgesellschaft umbenannt, womit der Grundstein für die weitere Entwicklung als heutige Lufthansa CityLine gelegt wurde.

### Gründung derOstfriesischen Lufttransport GmbH, Emden

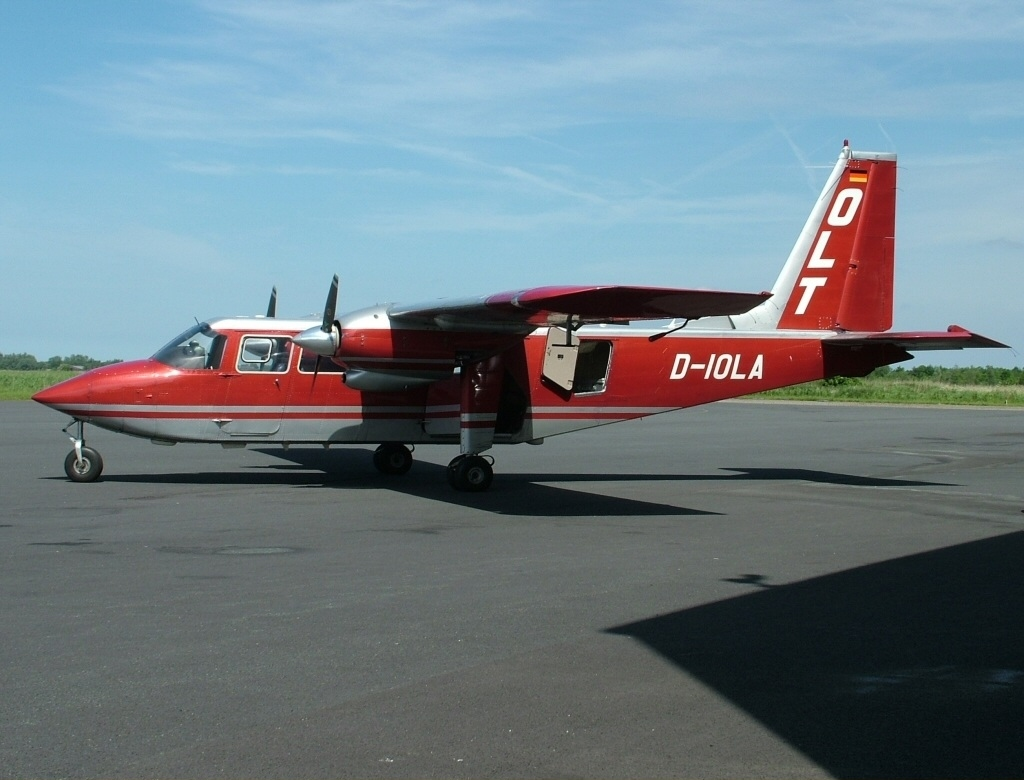
Die Britten-Norman BN-2 Islander D-IOLA der OLT, Emden 2005

Am 13. September 1974 wurde die OLT Express unter dem Namen Ostfriesische Lufttransport GmbH, Emden gegründet und damit der Seebäder- vom Regionalflugverkehr getrennt.
Bis Ende 2011 war die OLT eine Tochtergesellschaft der Reederei AG Ems in Emden. Die OLT war Jahrzehnte nur von Emden aus tätig und stellte als Ergänzung der Fähren der Mutterreederei eine schnelle Anbindung der Nordseeinseln Helgoland, Borkum, Juist und Norderney sicher. Nach der Wiedervereinigung Deutschlands entwickelte sich in Bremen ein zweites Standbein mit regionalen Linien- und Charterflügen, zunächst deutschland-, dann europaweit.
Die OLT unterhielt eigene Stationen in Emden, Bremen, Bremerhaven, Heide, auf Borkum und auf Helgoland. In Bremen wurde die Wartung der größeren Flugzeuge wie beispielsweise der Saab 2000 durchgeführt.
Die zunächst mit Cessna 207 und Britten-Norman BN-2 Islander fliegende Gesellschaft Roland Air Bremen (ROA) wurde 1990 von OLT übernommen. Sie betrieb außerdem Flugzeuge der Typen Cessna 404, Cessna 421, Piper PA-34 Seneca und später auch insgesamt sieben 19-sitzige Fairchild Swearingen Metro, überwiegend im Auftrag der OLT. Roland Air wurde dann 1996 vollständig integriert.
Ab dem Jahre 1991 bot die OLT europaweite Charterflüge zunächst im innerdeutschen Regionalflugverkehr ab Bremen, u. a. nach Leipzig/Halle, sowie vom Flughafen Paderborn/Lippstadt nach Flughafen Berlin-Tempelhof an. Später gab es Charterflüge von Bremen nach Neapel. Zuletzt flog die OLT regelmäßig Fußballclubs wie Werder Bremen oder den Hamburger SV zu deren Auswärtsspielen. Zeitweilig verband die OLT durch regelmäßige Charterflüge für Besatzungen und Mitarbeiter der European Air Transport Leipzig GmbH und der DHL das DHL Europadrehkreuz am Flughafen Leipzig/Halle mit dem Flughafen Brüssel.
Für Airbus wickelte die OLT europaweit einen Teil des Werksverkehrs mit Verbindungen nach Bristol und Toulouse ab. Außerdem flog die OLT auch den Werksverkehr von Hamburg-Finkenwerder nach Toulouse. Dafür wurden eigens zwei Maschinen des Typs Fokker 100 gekauft. Diese Maschinen waren somit die ersten Jets in der OLT-Geschichte. In einer europaweiten Ausschreibung unterlag die OLT im Sommer 2011 der Fluggesellschaft Germania, die den Werksverkehr bis zu ihrer Insolvenz im Februar 2019 mit zwei Airbus A319-100 betrieb.

### Restrukturierung alsOLT Express Germany
Im August 2011 kündigte die OLT an, nur noch den Inselflugverkehr weiter zu führen, einen Großteil der Flotte zu verkaufen und 100 der 120 Mitarbeiter zu entlassen. Der polnische Investor Amber Gold übernahm den Linienflugbetrieb und der Inselflugverkehr wurde als OFD Ostfriesischer Flugdienst ausgegliedert.
Anfang November 2011 erhielten die Amber-Gold-Fluggesellschaften ein einheitliches Corporate Branding, aus OLT wurde OLT Express Germany, aus Jet Air OLT Express Regional und aus Yes Airways später OLT Express Poland.
Im Februar 2012 wurde Joachim Klein Geschäftsführer der OLT Express Germany. Ende März 2012 wurde die Übernahme mehrerer Abteilungen, darunter Marketing und Technik, der insolventen Cirrus Airlines bekannt gegeben. Es sollte eine Basis auf dem Flughafen Saarbrücken entstehen, die Flotte der Cirrus wurde nicht übernommen. Anfang Mai 2012 wurde die Übernahme wegen anstehender Kündigungsschutzklagen von Piloten abgesagt. Stattdessen wurde am 5. Juli 2012 die Übernahme der Stuttgarter Fluggesellschaft Contact Air angekündigt, die zum 1. September 2012 erfolgte.
Nach dem Rückzug des bisherigen Investors Amber Gold wurde im August 2012 mit der Panta Holding ein neuer Investor gefunden, in dessen Besitz sich unter anderem bereits Denim Airways befand. Gleichzeitig wurden zum 1. Oktober 2012 regelmäßige Flüge von Saarbrücken nach Hamburg, München und Wien angekündigt. Am 14. Dezember 2012 gab OLT Express bekannt, einen Teil der neu aufgenommenen Routen im Januar wieder einzustellen und vier bis fünf Flugzeuge stillzulegen. Zudem sei der demnächst auslaufende Wetlease-Vertrag mit Swiss nicht verlängert worden.

### Betriebseinstellung

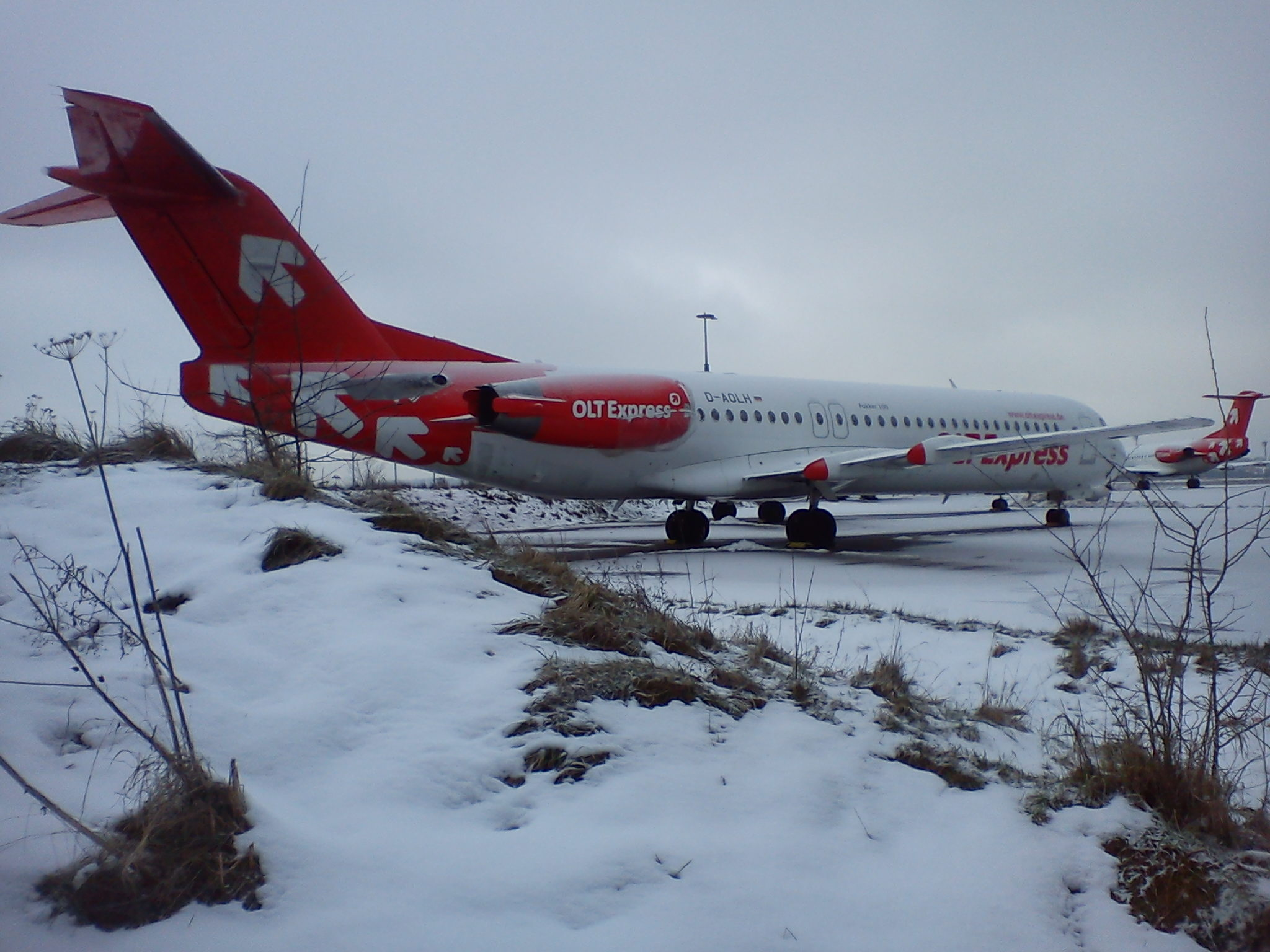
Eine stillgelegte Fokker 100 der OLT Express in Saarbrücken

Am Abend des 27. Januar 2013 stellte OLT Express Germany den Betrieb aus wirtschaftlichen Gründen ein. Verhandlungen über Restrukturierungsmaßnahmen mit der Eigentümergesellschaft waren gescheitert. Am 29. Januar 2013 meldete OLT Express Germany Insolvenz an. Den meisten Mitarbeitern wurde gekündigt.
Die im Leasing für Swiss betriebenen Routen nach Zürich wurden durch diese selbst und Helvetic Airways übernommen.

## Flugziele
OLT Express Germany bediente zuletzt im Linienverkehr mehrere Strecken zu Zielen in Deutschland, Österreich, der Schweiz, Dänemark und Frankreich. Mit Stand Januar 2013 führten diese
- von Bremen nach Kopenhagen (im Codesharing mit SAS), Toulouse und Zürich (im Codesharing mit Swiss)
- von Dresden nach Hamburg, Wien und Zürich (im Codesharing mit Swiss)
- von Karlsruhe/Baden-Baden nach Hamburg und Wien[20]
- von Münster/Osnabrück nach München und saisonal auch nach Wien[21]
- von Saarbrücken nach München, Hamburg und Wien.[22]

Es wurden zudem saisonale Charterflüge für Reiseveranstalter durchgeführt.
Der durch die ehemalige OLT – Ostfriesische Lufttransport angebotene Inselflugverkehr wurde im Rahmen der Neuausrichtung 2012 durch die abgespaltene OFD – Ostfriesische Flugdienst übernommen. Die früher von OLT häufig durchgeführten saisonalen Flüge von mehreren Städten im deutschsprachigen Raum nach Usedom wurden von OLT Express ebenfalls nicht mehr angeboten.

## Flotte

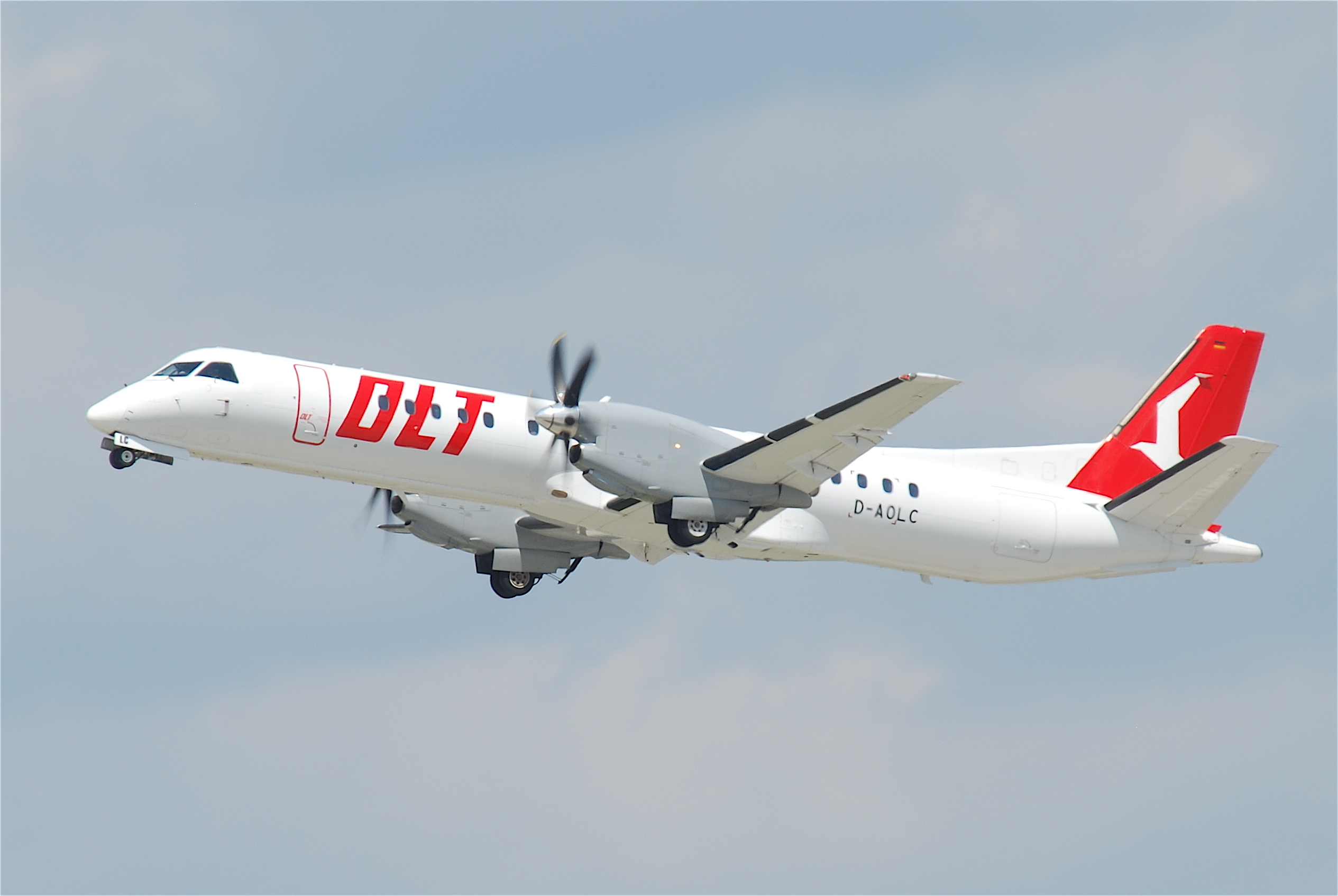
Saab 2000 der OLT Express Germany in älterer Bemalung

Mit Stand Januar 2013 bestand die Flotte der OLT Express Germany aus 15 Flugzeugen:
- 10 Fokker 100 mit je 100 Sitzplätzen (8 übernommen von Contact Air; 3 betrieben für Swiss)
- 04 Saab 2000 mit je 50 Sitzplätzen
- 01 Saab 340 mit 32 Sitzplätzen

## Zwischenfälle
Bei OLT Express bzw. ihren Vorgänger- und Tochtergesellschaften kam es zu folgenden Totalverlusten von Flugzeugen:
- Am 13. April 1970 flog einer der beiden Firmengründer, Jan Janssen, mit einer Cessna 402 (Luftfahrzeugkennzeichen D-INSW) bei schlechtem Wetter in den Großen Feldberg (Taunus). Bei diesem CFIT (Controlled flight into terrain) wurde er getötet.[26]

- Am 2. Dezember 2001 kam eine auf einem Positionierungsflug vom Flughafen Braunschweig kommende Turbopropmaschine des Typs Dornier 328-100 (D-CATS) bei der Landung auf dem Flughafen Bremen ins Schleudern. Das linke Hauptfahrwerk brach zusammen, woraufhin der linke Flügel samt Propeller heftig die Landebahn berührte. Alle drei Besatzungsmitglieder überlebten die Totalhavarie des Flugzeugs.[27]